# Chronologie de la législation foncière en Algérie coloniale
Le foncier en Algérie constitue un enjeu central de la période coloniale. 
En 1962, les Européens possèdent 2,5 millions d'hectares de terres issues d'un processus long et complexe de dépossessions des ruraux algériens en leur faveur. Ce processus s'appuie sur la force de la conquête mais aussi sur un enchevêtrement législatif destiné à fournir un cadre solide au nouveau régime français de propriété privée.

## Ordonnances du1eroctobre 1844 et du 21 juillet 1846
Les biens dits « habous حبوس » pour lesquels une partie des revenus produits peuvent être versés à une institution religieuse ne sont plus inaliénables. Les contestations foncières opposant Européens et Algériens se règlent devant le droit français. L’ordonnance invite par ailleurs à la vérification des titres de propriété. Les modalités de cette opération sont détaillées dans une ordonnance complémentaire en date du 21 juillet 1846. D'après Jennifer E. Session, elles sont conçues de façon à éviter la spéculation sur les terres. En pratique, la vérification des titres de propriété s’est surtout retournée contre les possesseurs algériens dans l’incapacité de fournir les preuves écrites demandées.

## Loi du 16 juin 1851 relative à la propriété en Algérie
Certaines mesures déjà présentes dans l'ordonnance précédente sont consacrées sous la forme d’une loi. Les cours d’eau sont considérés comme des biens publics. Les forêts pour lesquelles des droits de propriété et d’usage ne sont pas attestés sont également considérés comme des biens domaniaux. Le passage de ces forêts sous l'administration des Eaux et Forêts n'est effectif que dans les décennies qui suivent à des rythmes différents en fonction des régions.

## Sénatus-consulte du 22 avril 1863
L’article 1 du sénatus-consulte stipule que « les tribus d’Algérie sont déclarées propriétaires des territoires dont elles ont la jouissance permanente et traditionnelle. ». Cette reconnaissance de la propriété dite arch (entendue dans la littérature coloniale comme synonyme de collective) s'accompagne simultanément d’opérations d’envergure consistant à délimiter et aborner les territoires desdites tribus. Cette loi a pu être considérée comme une tentative de protection des terres des tribus. L'historiographie plus récente tient à distance cette interprétation. Ces opérations sont alors conçues comme une étape du rapprochement du régime foncier des ruraux algériens avec le régime francisé de propriété privée.

## Loi du 26 juillet 1873 dite loi Warnier
Cette loi, intervenue peu de temps après l’avènement du régime civil en 1870 est destinée à favoriser les transactions entre Européens et Algériens. Des enquêtes générales doivent être menées afin de constituer le cadastre à l’échelle des douars. Par ailleurs, suivant le code civil français, l’article 4 de la loi Warnier, reprenant l'article 815 du code civil, affirme que « nul n’est tenu de rester dans l’indivision ». Tout individu souhaitant sortir de l’indivision peut en faire la demande et déclencher une procédure de division de la propriété entre les ayants droit appelée licitation judiciaire. Ces opérations de licitations, d'une grande complexité judiciaire, ont rapidement été considérés comme un frein à l'application de la loi. Néanmoins, les transferts fonciers permis sous l'égide de cette loi ont été importants, notamment dans le département d'Alger.

## Loi du 28 avril 1887
Les difficultés rencontrées dans la réalisation des enquêtes générales contraignent le législateur à un pas de côté. Les délimitations des douars et tribus dans leur ensemble sont de nouveau effectuées préalablement à la constitution du cadastre et donc à l’établissement des propriétés privées de droit français. Les opérations du sénatus-consulte, de fait suspendues par le renversement du Second Empire en 1870, sont de ce fait reprises. Par ailleurs, le décret d’application du 22 septembre 1887 « attribue au commissaire-enquêteur et délimitateur des pouvoirs exceptionnels ». Il procède à l’enquête et délimite les terrains des individus, des communes ou de l’État. Son travail est décisif dans le classement des propriétés. Il est également difficilement contestable sur le plan juridique. L’application de cette loi contribua à l’agrandissement du domaine de l’État de façon parfois très marquée à l'échelle locale.

## Loi du 16 février 1897
La sortie de l’indivision peut se faire sur décision d’un individu ou d’une famille, entendue au sens des parents et de leurs enfants pour les propriétaires de terrains dits melk ou arch. La loi facilite également les purges partielles qui ont pour vocation de liquider de manière absolue les droits antérieurs attachés à la propriété. Favorable aux colons souhaitant acquérir des terres, ces mesures sont dans le texte contrebalancées par plusieurs articles visant à protéger les propriétaires algériens. En effet, pour répondre à l’opinion qui rend les procédures de licitation « abusives » responsables de la paupérisation des ruraux algériens, et partant, de l’insécurité, l’article 18 prévoit que « si l’immeuble n’est pas commodément partageable » la sortie de l’indivision ne peut s’appliquer. De même, l’article 17 prévoit la possibilité d’attribuer en nature la part revenant au demandeur d’une licitation. Pour Charles-Robert Ageron, ces mesures ne permirent pas aux propriétaires algériens de se défendre. En effet, dans le cas de procédure de licitation lancée contre des copropriétaires, les défenseurs devaient toujours assumer leurs frais de justice ce qui pouvait suffire à les ruiner indépendamment du résultat de la procédure.